# Omphalophana anatolica
Omphalophana anatolica är en fjärilsart som beskrevs av Lederer 1857. Omphalophana anatolica ingår i släktet Omphalophana och familjen nattflyn. Inga underarter finns listade i Catalogue of Life.